# Viol après viol
Viol après viol (Rape upon rape, en anglais ; également connu comme Le Politique de Café ou le Juge pris dans ses propres filets,) est une comédie de Henry Fielding. Elle a été représentée au Haymarket Theatre le 23 juin 1730.

## Résumé
Deux personnages sont accusés de viol, ils affrontent la corruption des juges de manières distinctes.
Bien que l'action ait été influencée par l'affaire de viol du colonel Francis Charteris, Fielding a utilisé le thème du viol comme une allégorie de tous les abus contre la liberté.